# Ахобадзе, Владимир Виссарионович
Владимир Виссарионович Ахобадзе (род. 25 декабря 1918, Самтредиа, Грузинская демократическая республика — 1 октября 1971, Москва) — советский грузинский композитор, педагог и музыкально-общественный деятель, этномузыковед, исследователь и собиратель абхазского музыкального фольклора. Кандидат искусствоведения (1963).
Заслуженный деятель искусства ГССР (1967).

## Биография
В 1942 призван на воинскую службу, служил в 8 отделении горно-стрелкового отряда СКВО; штаб ЗапФ. Старший лейтенант.
В 1947 окончил теоретико-композиторский факультет Тбилисской консерватории по классу Ш. С. Асланишвили, Д. И. Аракишвили и Л. П. Палиашвили, в 1950 — аспирантуру.

### Педагогическая деятельность
С 1938 года вёл педагогическую работу.
С 1947 года — старший преподаватель, с 1965 года — доцент кафедры теории музыки, с 1953 года — заведующий кабинетом народного творчества Тбилисской консерватории.
Автор статей по грузинскому, абхазскому музыкальному фольклору.
Преподавал в той же консерватории (с 1964 — доцент). Первым обнаружил в Аджарии и Гурии (Груз. ССР) и записал 4-голосные нар. песни.

## Избранная библиография
Фундаментальный труд — сборник «Абхазские песни», составленный совместно С. Кортуа, и изданный в Москве, в 1957 году. В сборник «Абхазские песни», составленный директором Дома народного творчества И. Е. Кортуа и В. В. Ахобадзе, вошли мелодии, которые в 1936 году записали композитор Д. А. Шведов и музыковед Г. 3. Чхиквадзе. Г. 3. Чхиквадзе записывал абхазские песни и позднее, в 1939 году. В том же году собирал абхазские песни и композитор А. М. Баланчивадзе. Мелодии вошли в виде приложения.
- Сборник грузинских (сванских) народных песен, Тб., 1957 (на груз. и рус. яз.);
- Абхазские песни, Тб., 1957 (на рус. и абх. яз.);
- Грузинские (аджарские) народные песни, Батуми, 1961 (на груз. и рус. яз.);
- Грузинские народные трудовые песни «Надури», в сб.: Музыка стран Азии и Африки, М., 1969 (на рус. яз.);
- Форма коллективного труда «Нади» и грузинская 4-голосная песня «Надури», Будапешт, 1965 (на рус. яз.).
- Georgian folk work songs «Naduri» [Текст] / V. V. Akhobadze. — Moscow : Nauka, 1964. — 14 с. : ил., нот. ил.; 20 см. — (Reports / VII International congress of anthropological and ethnological sciences (Moscow, August 1964); 238).
- (Reports / VII International congress of anthropological and ethnological sciences (Moscow, August 1964); 238)